# Arizona to Broadway
Arizona to Broadway é um filme estadunidense de 1933, do gênero Romance policial, dirigido por James Tinling para a Fox Film Corporation, com roteiro de William Conselman e Henry Johnson.